# Bielawskie Błoto
Bielawskie Błoto (inaczej Bielawskie Błota, Bielawy, Bielawa) – rozległe mokradło na Wybrzeżu Słowińskim, od północy ograniczony Kępą Ostrowską, od zachodu i południa pradoliną Czarnej Wody (Czarnej Wdy), od południa i wschodu Pobrzeżem Kaszubskim.
Bielawskie Błota obejmują kompleks torfowisk, z których największym jest torfowisko typu bałtyckiego. Jest to jedno z największych torfowisk bałtyckich w Polsce.
Dawniej Bielawskie Błota objęte były ochroną prawną w formie trzech rezerwatów: „Moroszka Bielawskiego Błota”, „Woskownica Bielawskiego Błota” i „Bielawa”. Obecnie (od 2005 roku) objęte są jednym, wielkoobszarowym rezerwatem przyrody „Bielawa”, powstałym z połączenia trzech ww. Bielawskie Błota znajdują się również w dwóch ostojach Natura 2000: PLB220010 „Bielawskie Błota” i PLH220063 „Bielawa i Bory Bażynowe”, a także w granicach Nadmorskiego Obszaru Chronionego Krajobrazu i otuliny Nadmorskiego Parku Krajobrazowego.
Rozległy (około 700 ha) obszar wodno-błotny ulokowany na trasie migracji ptaków ma ważne znaczenie nie tylko dla populacji ptaków krajowych, ale również – jako miejsce odpoczynku – dla populacji ptaków migracyjnych. Jest to m.in. lęgowisko i noclegowisko żurawi (Grus grus) w sezonie letnim oraz miejsce ich zgromadzeń i odpoczynku w czasie wiosennych i jesiennych przelotów. Bielawskie Błota są obecnie jednym z 2 znanych w Polsce stanowisk lęgowych łęczaka (Tringa glareola).
Kopuła bielawskiego torfowiska jest miejscem licznego występowania roślin podlegających ochronie oraz rzadkich i zagrożonych takich, jak: malina moroszka (Rubus chamaemorus), woskownica europejska (Myrica gale), wełnianeczka darniowa (Trichophorum cespitosum).
Ze względu na wysoką wartość przyrodniczą, od 2006 roku, w granicach rezerwatu prowadzone są wielkoobszarowe zabiegi z zakresu czynnej ochrony przyrody. Wykonuje się tu m.in. wycinkę nalotu brzozowego (w celu ograniczenia transpiracji i zacieniania powierzchni torfowiska koronami drzew), uszczelnianie przekształconej przez człowieka krawędzi kopuły torfowiska oraz likwidowanie wszelkich dróg odpływu wody powstałych na skutek dawnej eksploatacji torfu na skalę przemysłową. Celem zabiegów jest odwrócenie rozpoczętej przez człowieka mineralizacji (i zaniku) złoża torfu oraz idącej za tym degradacji ekosystemu torfowiska poprzez przywrócenie na nim równowagi hydrologicznej i uruchomienie samoczynnego procesu torfotwórczego.

## Przyrodnicze obszary chronione związane z Bielawskimi Błotami
- rezerwat przyrody Bielawa
- dawny rezerwat przyrody Moroszka Bielawskiego Błota (obecnie w granicach rez. Bielawa)
- dawny rezerwat przyrody Woskownica Bielawskiego Błota (obecnie w granicach rez. Bielawa)
- PLB220010 Bielawskie Błota
- PLH220063 Bielawa i Bory Bażynowe
- Nadmorski Obszar Chronionego Krajobrazu
- otulina Nadmorskiego Parku Krajobrazowego